# Parviturbo acuticostatus
Parviturbo acuticostatus är en snäckart som först beskrevs av Carpenter 1864.  Parviturbo acuticostatus ingår i släktet Parviturbo och familjen Skeneidae. Inga underarter finns listade i Catalogue of Life.